# Дюкер, Карл Густав
Карл Густав Дюкер (швед. Carl Gustaf Dücker; 1663, Лифляндия — 3 июля 1732, Стокгольм) — шведский фельдмаршал (1719), соратник короля Карла XII, участник Северной войны.

## Биография
Происходил из древнего германского дворянского рода, среди его предков были рыцари Тевтонского и Ливонского орденов.

### Начало военной карьеры
Начал военную карьеру в 25 лет в 1688 году в качестве волонтёра на французской королевской службе в германском полку графа Фюрстенберга в звании кадета.
В составе этого полка принимал участие в восьми кампаниях в Пьемонте и Фландрии в 1690—1697 годах, участник семи сражений и двух генеральных битв.

### Генерал-адъютант Карла XII
В 1700 году вернулся в Лифляндию. С началом Северной войны во время осады Риги саксонцами вновь выступил в качестве волонтёра, вскоре принял участие в битве при Нарве (30 ноября 1700 года), где был ранен. Его храбрость и широкие познания в военном искусстве были замечены королём Карлом XII, который 14 декабря 1700 года назначил его своим генерал-адъютантом.
В последующем участвовал в битвах на Двине (1701), при Клишове (1702), при Пултуске (1703), а также при осаде и капитуляции Торна.

### Полковник драгунского полка
22 декабря 1703 года получил чин полковника и назначен шефом вербованного драгунского полка, который набирался в Данциге. Во главе полка участвовал в штурме Львова 6 сентября 1704 года.
Одержал победу над саксонским отрядом полковника фон Брауна 6 ноября 1704 года при штурме Калиша, отличился в сражении у Поница 8 ноября 1704 года. 6 марта 1706 года в сражении при Олькениках нанёс поражение русско-польскому корпусу Р. Х. Баура и М. С. Вишневецкого.
Во время Русском походе Карла XII принял участие в боях у Городни и Полтавской битве (1709), при Переволочной взят в плен.

### СконеиПомерания
Вернулся в Швецию в результате обмена, 11 февраля 1710 года произведен в чин генерал-майора кавалерии. Принял участие в изгнании датчан из Сконе, в битве при Хельсингборге 10 марта 1710 года командовал резервом. С 4 июня 1710 года — шеф Вестгётландского кавалерийского полка.
1 мая 1711 года повышен в чине до генерал-лейтенанта, спустя три месяца пожалован титулом барона.
В январе 1712 года принял командование над корпусом Крассова в Померании, организовав оборону Штральзунда. 20 декабря 1712 года сражался при Гадебуше, где был ранен. Позже его полк был пленён при капитуляции Тённинга
После этого возглавил гарнизон Штральзунда в должности военного коменданта и губернатора, 6 апреля 1713 года получил чин генерала кавалерии. В декабре 1714 года в Штральзунд прибыл король Карл XII. По его приказу 22 декабря 1715 года гарнизон Штральзунда, исчерпав все средства к сопротивлению, капитулировал. Дюкер был отправлен с остатками гарнизона в Гамбург.

### Фельдмаршал
Вернулся в Швецию в январе 1718 года и назначен командующим шведскими войсками в Норвегии. В том же году, 30 ноября (11 декабря), при осаде Фредриксхальда погиб король Карл XII.
После смерти короля, в 1719 году, произведен в фельдмаршалы, пожалован титулом графа, возглавил Военную коллегию и назначен членом Государственного Совета, в 1719 году организовывал оборону Стокгольма против русского десанта.
Был последним шведским генерал-губернатором Лифляндии.

## Семья
Первый брак — польская княжна Феодора Zkolieska Oginska (1692-1719), которую он принудил вступать в брак, захватив её и её сестру во время Польского похода.
Второй брак — Хедвиг Вильгельмина Oxenstierna (1682-1758).